# Erikssonia
Erikssonia is een geslacht van vlinders uit de familie van de Lycaenidae. De soorten van dit geslacht komen voor in tropisch Afrika.

## Soorten
- Erikssonia acraeina Trimen, 1891
- Erikssonia bouyeri Gardiner, 2012
- Erikssonia cooksoni Druce, 1905
- Erikssonia edgei Gardiner & Terblanche, 2010